# Guglielmo Pallotta
Guglielmo Pallotta (Macerata, 13 de novembro de 1727 – Roma, 21 de setembro de 1795) foi um cardeal italiano da Igreja Católica, que serviu como prefeito da Sagrada Congregação do Concílio.

## Biografia
Nasceu em Macerata em 13 de novembro de 1727, de uma nobre família florentina. Frequentou o colégio jesuíta de Macerata sob a orientação de Giulio Cesare Cordara. Ainda muito jovem, seu pai o enviou para estudar em Roma, confiando-o aos cuidados de Matteo Compagnoni, um nobre de Macerata e bispo de Osimo, de quem foi colocado para estudar primeiro no colégio Nazareno e depois no Piceno, estabelecido pelo cardeal Giovanni Battista Maria Pallotta. Aqui dedicou-se aos estudos de filosofia, hidráulica e, em particular, do direito.
Ordenado sacerdote, embora tivesse apenas 20 anos de idade, tornou-se secretário do comissário de antiguidades Giovanni Battista Visconti, depois foi auditor do cardeal Enrico Enriquez, legado na Romagna desde setembro de 1753. No ano seguinte, em 15 de dezembro, formou-se em direito utroque iure. Enriquez nomeou-o juiz privado (ou seja, sua jurisdição não poderia ser combinada com a de qualquer outro juiz) dos casos de água das três províncias de Romagna, Bolonha e Ferrara. Ele também lhe deu o governo de Ravena e, antes de morrer, em 25 de abril de 1756, nomeou-o seu executor, deixando-lhe uma anuidade de 100 scudi por ano.
Ele então passou como auditor a serviço do cardeal Cosimo Imperiali, depois do cardeal Carlo Rezzonico, camerlengo e sobrinho do Papa Clemente XIII, que em 26 de maio de 1764 o nomeou cônego da Basílica de São Pedro, em 11 de outubro de 1766 secretário da Fábrica de São Pedro e, finalmente, cônego altarista em 19 de dezembro de 1767. A progressão dos ofícios continuou sob o novo Papa Clemente XIV: secretário e ecônomo da Fábrica de São Pedro, por comunicação manuscrita de 17 de junho de 1769, entre os eleitores da Signatura di grazia, por carta da Secretaria de Estado de 5 de julho de 1769, secretário da Congregação do Bom Governo, com notificação de 23 de agosto de 1771, tesoureiro-geral da Câmara Apostólica, conferido em 14 de maio de 1773 e oficializado no dia 18 seguinte. Desse último ofício obteve uma renda obtida na loteria (100 scudi para cada sorteio, em Roma e Nápoles), para poder manter-se com decoro adequado ao cargo.
Ele ajudou Clemente XIV a aumentar as coleções arqueológicas do Museu de Antiguidades do Vaticano, o chamado Museu Pio-Clementino. Como tesoureiro, concedeu licenças para realizar escavações arqueológicas, com a condição de entregar ao Tesouro "o terceiro e o quarto, ou mesmo metade do achado". O marquês Alessandro Bandini recebeu assim permissão para escavar a cidade romana de Urbs Salvia (Urbisaglia, na província de Macerata). O próprio Pallotta acompanhou as escavações arqueológicas realizadas na cidade etrusca de Vulci, na província de Viterbo, e os achados foram para aumentar as coleções do museu.
Criado prefeito da Sagrada Congregação do Concílio, foi elevado à púrpura pelo Papa Pio VI em 23 de junho de 1777 e em 28 de julho recebeu o título de Santo Eusébio, cujo trabalho de restauração da Igreja ele havia seguido. Em 23 de setembro de 1782 passou para o título de Santa Maria dos Anjos.
Nomeado pró-tesoureiro geral (em 1780 remonta a uma inscrição que se refere à construção de um armazém de madeira no Lungotevere Flaminio procurado por Pio VI, quando Pallotta ocupava este cargo), em 14 de dezembro de 1779, por carta da Secretaria de Estado, foi nomeado prefeito da Congregação das águas, pântanos pontinos, fontes e canais. Em 29 de janeiro de 1787, o papa nomeou-o camerlengo do Colégio dos Cardeais.
Ele trabalhou para a reconstrução da nova catedral de Macerata, para a qual doou um San Michele Arcangelo, uma cópia em mosaico feita por Giovanni Battista Calandra de uma pintura de Cavalier d'Arpino (Giuseppe Cesari), ainda colocada em um altar no transepto direito. Foi patrono da Academia Literária Macerata de Catenati, fundada em 2 de julho de 1574.
Morreu em Roma em 21 de setembro de 1795. Foi sepultado em Santa Maria in Campitelli, perto do seu palácio romano.